# ریزنوک

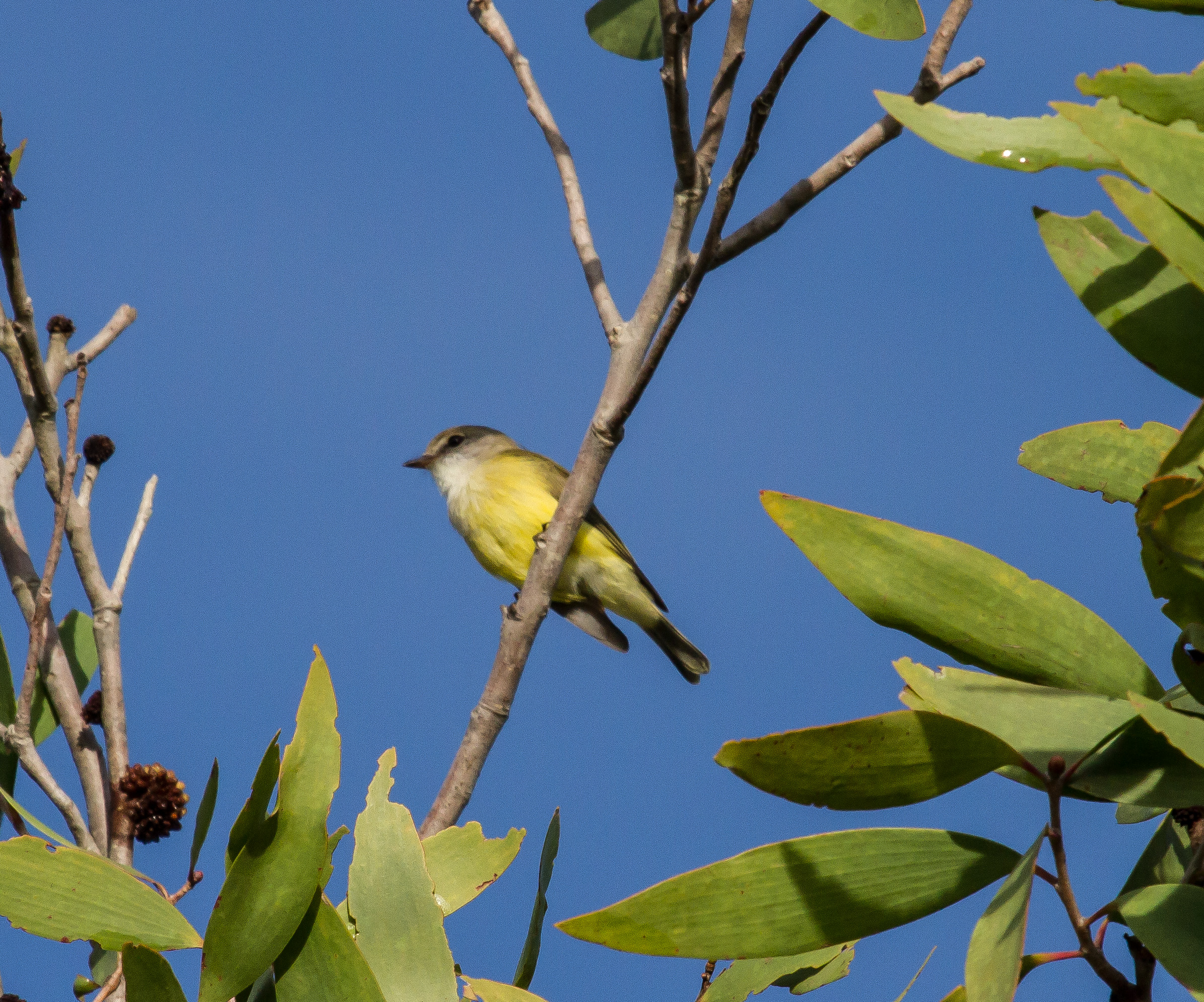
زیرگونه flavescens، قلمرو شمالی

ریزنوک (نام علمی: Smicrornis brevirostris) یک گونه از پرندگان از تیرهٔ چکاوکان اقیانوسیه (Acanthizidae) است. این یک گنجشک‌سان حشره‌خوار است که در سرتاسر سرزمین اصلی استرالیا یافت می‌شود. ۸ تا ۹ سانتیمتر (۳٫۱ تا ۳٫۵ اینچ) طول، کوچک‌ترین پرنده استرالیا است. در ابتدا توسط جان گولد در سال ۱۸۳۸ توصیف شد و چهار زیرگونه شناخته شده است. پوشش پرهای ریزنوک توصیف‌نشده است، روتنه خاکستری مایل به زیتونی و زیرتنه آن کم‌رنگ‌تر و زردتر است. درجه‌بندی آن از پرهای قهوه‌ای‌تر در مناطق جنوبی استرالیا تا رنگ زرد در مناطق گرمسیری است.